# سیلیه اوپست
سیلیه اوپست (انگلیسی: Silje Opseth؛ زادهٔ ۲۸ آوریل ۱۹۹۹) اسکی‌باز پرش اهل نروژ است.

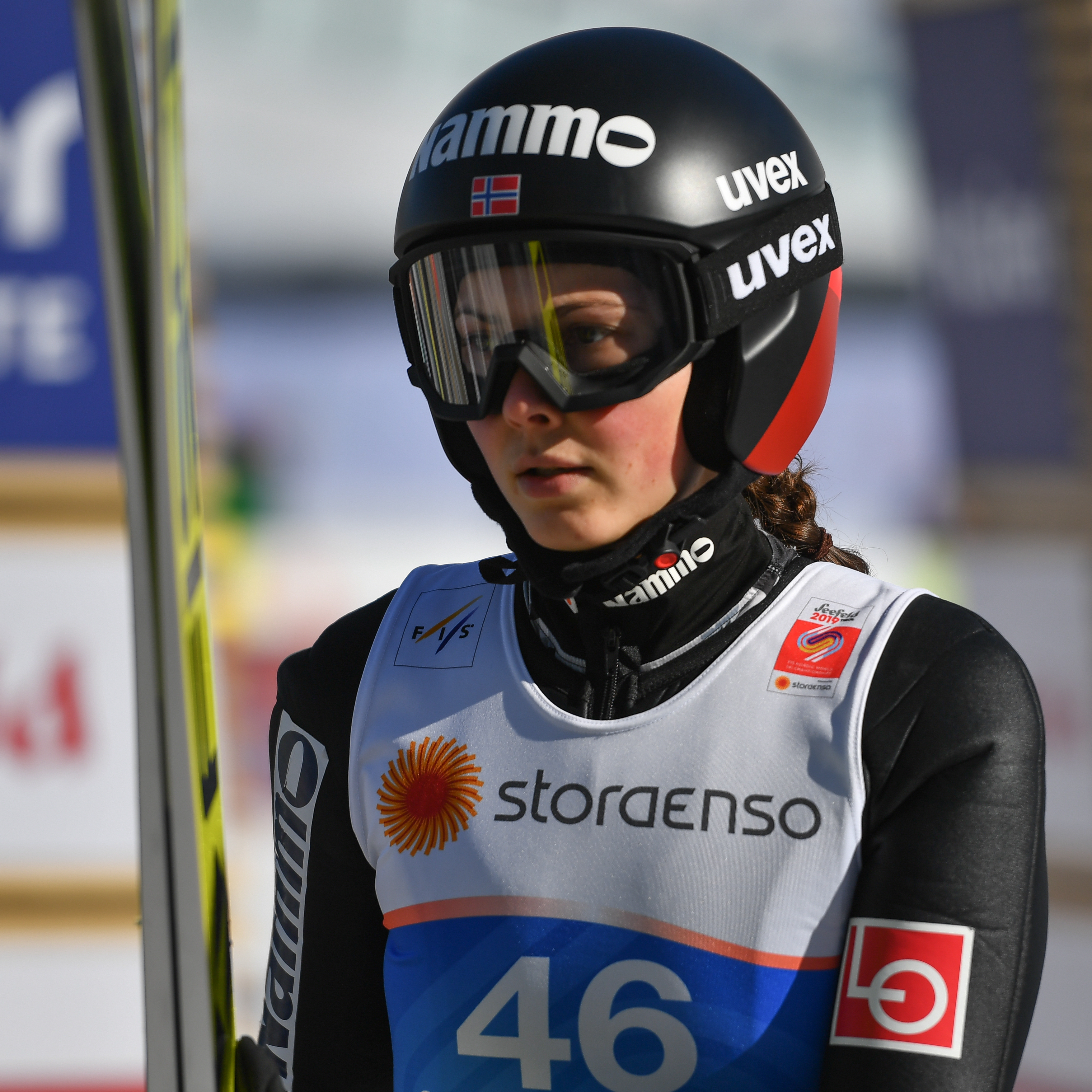
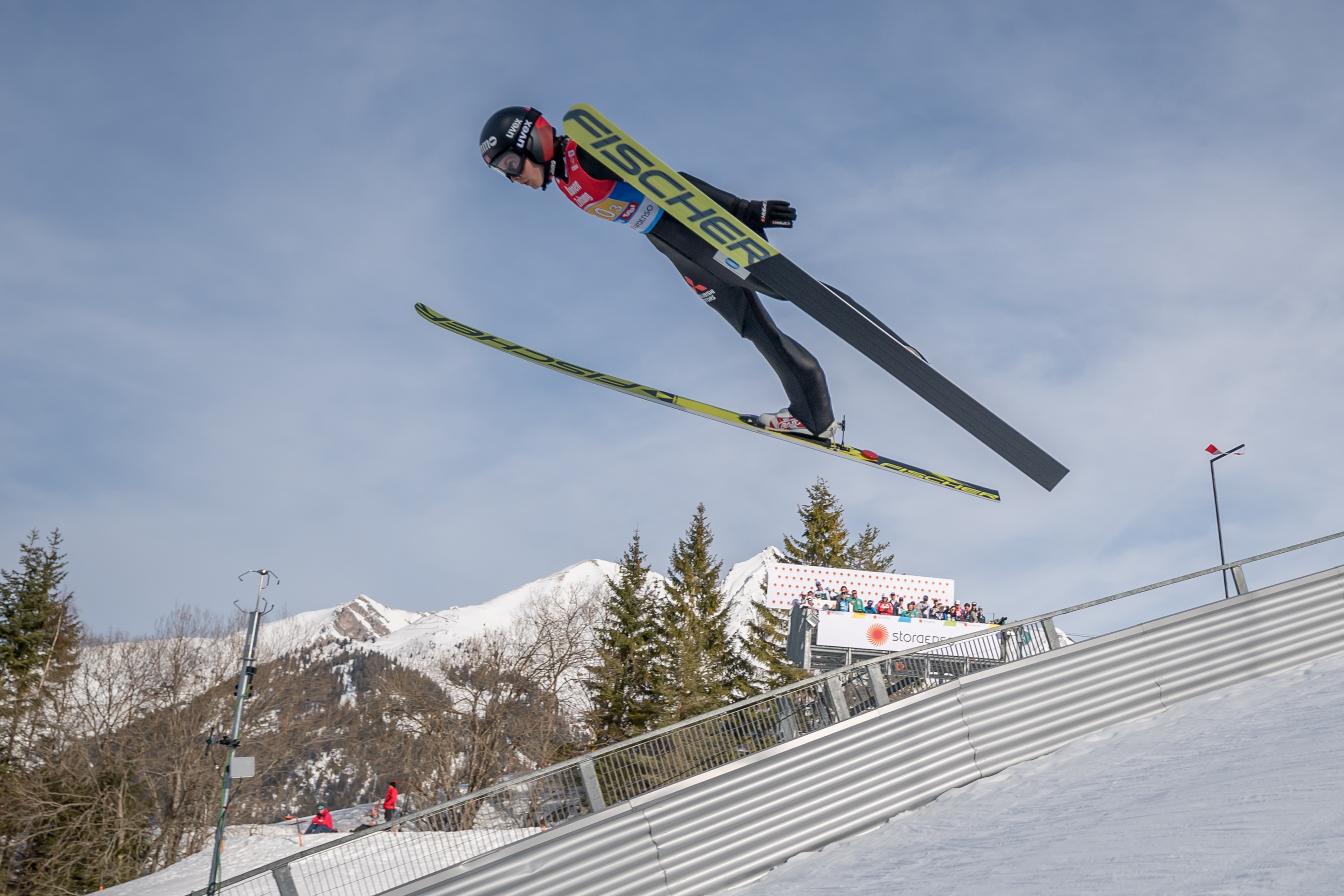
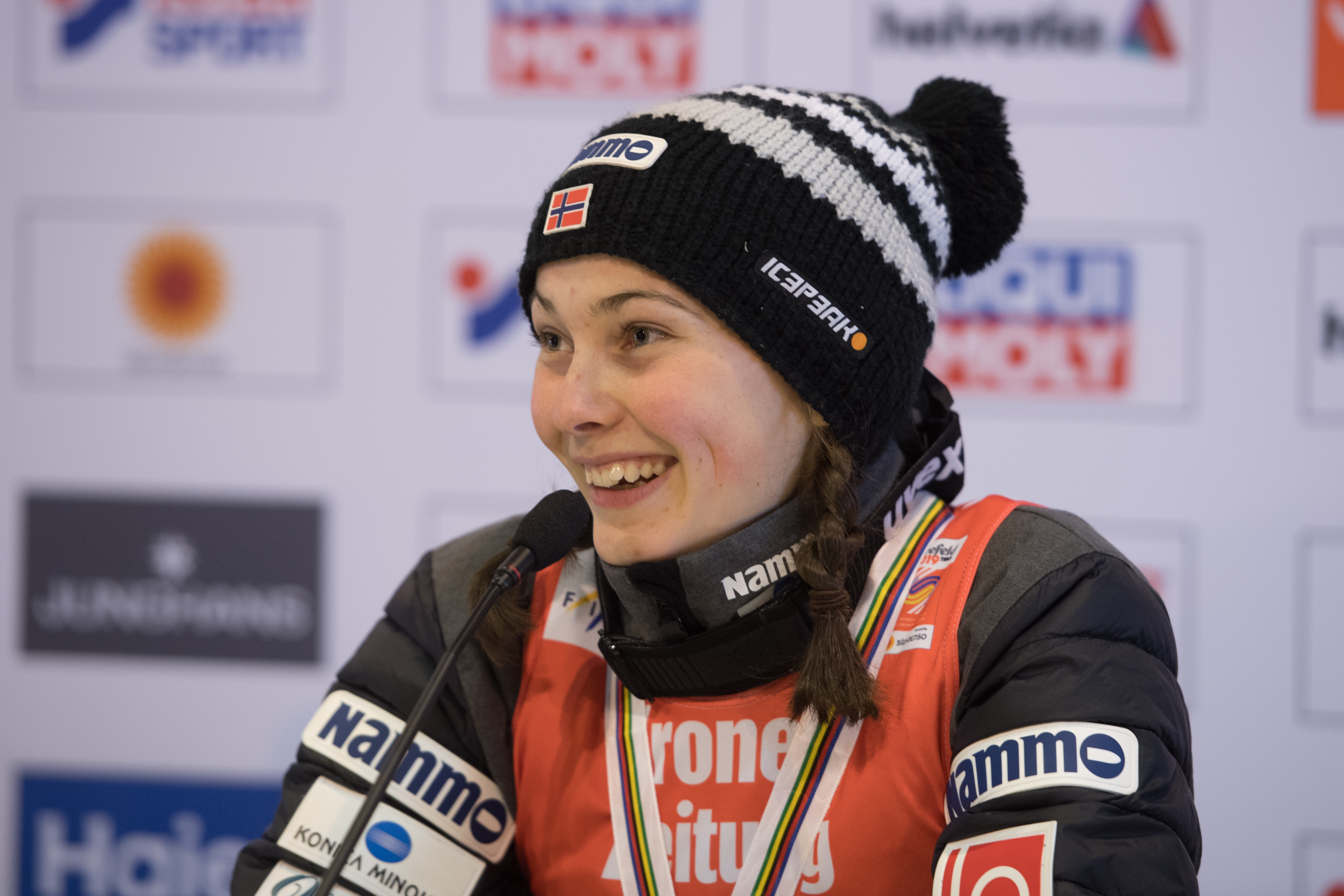